# Universidad de Plovdiv
La Universidad de Plovdiv "Paisii Hilendarski" (en búlgaro: "Пловдивски университет „Паисий Хилендарски") es una institución de educación superior búlgara de Plovdiv. La universidad fue fundada en 1961 como Instituto Superior de Pedagogía de las Ciencias Naturales y Matemáticas y recibió su estatus de universidad en 1972.
Llamada en honor del historiador búlgaro Paisii Hilendarski, es la principal universidad, institución cultural y científica de la ciudad y del sur de Bulgaria, así como la tercera universidad más grande del país después de la Universidad San Clemente de Ohrid de Sofía y la Universidad San Cirilo y San Metodio de Veliko Tarnovo.

## Facultades
La universidad cuenta con nueve facultades:
- Facultad de Biología
- Facultad de Economía y Ciencias Sociales
- Facultad de Matemáticas e Informática
- Facultad de Educación
- Facultad de Física
- Facultad de Lengua y Literatura
- Facultad de Filosofía e Historia
- Facultad de Química
- Facultad de Derecho